# 龍頭山摩崖造像
龍頭山摩崖造像位於重慶市大足縣龍頭山，於大佛灣東2.5公里，有毗盧佛及護法神2龕。2000年9月7日列為第一批重慶市文物保護單位（包括大佛灣、小佛灣、廣大山、龍頭山、松林坡等以及石門山摩崖造像）。